# Elena de Roumanie
Pour les articles homonymes, voir Hélène de Roumanie.
Titre
Héritière présomptive du trône de Roumanie
Depuis le 1er mars 2016
(9 ans et 13 jours)
Elena de Roumanie (Elena a României en roumain), née le 15 novembre 1950 à Lausanne, est un membre de la maison royale de Roumanie, deuxième des cinq filles du roi Michel Ier et de son épouse Anne de Bourbon-Parme.

## Biographie

### Famille
Deuxième fille de l'ancien souverain, elle est également deuxième dans l'ordre de succession de la famille royale de Roumanie, après sa sœur aînée Margareta.
En 2017, elle désavoue son fils Nicolas Medforth-Mills pour ne pas reconnaître sa paternité sur une enfant de deux ans,.

### Études
Elena de Roumanie suit sa scolarité en Suisse et en Angleterre. Après ses études, elle voyage 19 mois en Asie et en Océanie. 

### Mariages et descendance
Le 20 juillet 1983, elle se marie civilement à Durham, puis religieusement à Lausanne le 24 septembre suivant, avec le Pr Robin Medforth-Mills (1942-2002), universitaire et fonctionnaire de l'ONU. Ils divorcent le 28 novembre 1991. Ils ont deux enfants :
1. Nicholas Medforth-Mills, né le 1er avril 1985 à Genève. Le 1er avril 2010, jour de son 25e anniversaire, il est titré prince de Roumanie avec prédicat d'altesse royale. Un communiqué du roi Michel, daté du 1er août 2015, l'exclut de la succession et lui retire son titre et son prédicat[4]. Il se marie à la journaliste roumaine Alina-Maria Binder, née le 26 janvier 1988, civilement en 2017 et religieusement en 2018. Ils ont une fille, Maria Alexandra de Roumanie Medforth-Mills, née le 7 novembre 2020 à Bucarest, puis un fils, Michael (Mihaï) de Roumanie Medforth-Mills, né à Bucarest le 15 avril 2022[5] ;
2. Elisabeta Karina de Roumanie Medforth-Mills, née le 4 janvier 1989 à Newcastle-upon-Tyne. Elle a épousé civilement Kurt Metcalfe le 26 avril 2024 à Barnard Castle. Ils ont un fils, Augustus Mihai de Roumanie Metcalfe (né le 23 mai 2024 à Durham).

Le 14 août 1998 à Peterlee, la princesse Elena se remarie à Alexander Philips Nixon McAteer, né le 22 octobre 1964 à Easington dans le comté de Durham.
Plus tard, ils contractent un mariage religieux le 11 septembre 2013, dans la cathédrale du Couronnement, à Alba Iulia.

### Héritière présomptive
Le 1er mars 2016, elle devient héritière présomptive du trône de Roumanie à la suite de la renonciation de l'ex-roi Michel, son père, qui se retire de la vie publique pour raisons de santé,,.

### Activités
En 2018 et 2019, elle préside la soirée de gala du prix UNITER (récompense de la meilleure pièce de théâtre de Roumanie),.

## Titulature
- 15 novembre 1950 – 30 décembre 2007 : Son Altesse Royale la princesse Elena de Roumanie, princesse de Hohenzollern (naissance);
- depuis le 30 décembre 2007 : Son Altesse Royale la princesse Elena de Roumanie